# Rövidpályás gyorskorcsolya a 2002. évi téli olimpiai játékokon
A 2002. évi téli olimpiai játékokon a rövidpályás gyorskorcsolya versenyszámait a Salt Lake Ice Center stadionban rendezték február 13. és 23. között. A férfiaknak és a nőknek egyaránt 4–4 versenyszámban osztottak érmeket. Magyarországot hat versenyző képviselte. Új versenyszámként az 1500 méteres táv került a programba.

## Éremtáblázat
(A rendező nemzet csapata eltérő háttérszínnel, az egyes számoszlopok legmagasabb értéke, vagy értékei vastagítással kiemelve.)
| A 2002. évi téli olimpiai játékok éremtáblázata rövidpályás gyorskorcsolyában | A 2002. évi téli olimpiai játékok éremtáblázata rövidpályás gyorskorcsolyában | A 2002. évi téli olimpiai játékok éremtáblázata rövidpályás gyorskorcsolyában | A 2002. évi téli olimpiai játékok éremtáblázata rövidpályás gyorskorcsolyában | A 2002. évi téli olimpiai játékok éremtáblázata rövidpályás gyorskorcsolyában | Olimpia  |
| ----------------------------------------------------------------------------- | ----------------------------------------------------------------------------- | ----------------------------------------------------------------------------- | ----------------------------------------------------------------------------- | ----------------------------------------------------------------------------- | -------- |
|                                                                               | Ország                                                                        | Arany                                                                         | Ezüst                                                                         | Bronz                                                                         | Összesen |
| 1.                                                                            | Kína (CHN)                                                                    | 2                                                                             | 2                                                                             | 3                                                                             | 7        |
| 2.                                                                            | Dél-Korea (KOR)                                                               | 2                                                                             | 2                                                                             | 0                                                                             | 4        |
| 3.                                                                            | Kanada (CAN)                                                                  | 2                                                                             | 1                                                                             | 3                                                                             | 6        |
| 4.                                                                            | Egyesült Államok (USA)                                                        | 1                                                                             | 1                                                                             | 1                                                                             | 3        |
| 5.                                                                            | Ausztrália (AUS)                                                              | 1                                                                             | 0                                                                             | 0                                                                             | 1        |
|                                                                               |                                                                               |                                                                               |                                                                               |                                                                               |          |
| 6.                                                                            | Bulgária (BUL)                                                                | 0                                                                             | 1                                                                             | 1                                                                             | 2        |
| 7.                                                                            | Olaszország (ITA)                                                             | 0                                                                             | 1                                                                             | 0                                                                             | 1        |
|                                                                               |                                                                               |                                                                               |                                                                               |                                                                               |          |
| Összesen                                                                      | Összesen                                                                      | 8                                                                             | 8                                                                             | 8                                                                             | 24       |

## Érmesek
A rövidítések jelentése a következő:
- WR: világrekord

### Férfi
| A 2002. évi téli olimpiai játékok érmesei férfi rövidpályás gyorskorcsolyában | |          | |          |                                                                 |          |
| Versenyszám                                                                   | Arany | Arany    | Ezüst | Ezüst    | Bronz                                                           | Bronz    |
| 500 méter                                                                     | Marc Gagnon · Kanada (CAN)                                                                                 | 41,802   | Jonathan Guilmette · Kanada (CAN)                                                                              | 41,994   | Rusty Smith · Egyesült Államok (USA)                            | 42,027   |
| 1000 méter                                                                    | Steven Bradbury · Ausztrália (AUS)                                                                         | 1:29,109 | Apolo Anton Ohno · Egyesült Államok (USA)                                                                      | 1:30,160 | Mathieu Turcotte · Kanada (CAN)                                 | 1:30,563 |
| 1500 méter                                                                    | Apolo Anton Ohno · Egyesült Államok (USA)                                                                  | 2:18,541 | Li Jiajun · Kína (CHN)                                                                                         | 2:18,731 | Marc Gagnon · Kanada (CAN)                                      | 2:18,806 |
| 5000 méteres váltó                                                            | Kanada (CAN) · Jonathan Guilmette · Marc Gagnon · François-Louis Tremblay · Mathieu Turcotte · Éric Bédard | 6:51,579 | Olaszország (ITA) · Nicola Franceschina · Nicola Rodigari · Fabio Carta · Maurizio Carnino · Michele Antonioli | 6:56,327 | Kína (CHN) · Li Jiajun · Feng Kai · Guo Wei · Li Ye · An Yulong | 6:59,633 |

### Női
| A 2002. évi téli olimpiai játékok érmesei női rövidpályás gyorskorcsolyában |                                                                            |             |                                                                       |          | |          |
| Versenyszám                                                                 | Arany                                                                      | Arany       | Ezüst                                                                 | Ezüst    | Bronz                                                                                                  | Bronz    |
| 500 méter                                                                   | Jang Jang (A) · Kína (CHN)                                                 | 44,187      | Evgenija Radanova · Bulgária (BUL)                                    | 44,252   | Wang Chunlu · Kína (CHN)                                                                               | 44,272   |
| 1000 méter                                                                  | Jang Jang (A) · Kína (CHN)                                                 | 1:36,391    | Ko Kihjon · Dél-Korea (KOR)                                           | 1:36,427 | Jang Jang (S) · Kína (CHN)                                                                             | 1:37,008 |
| 1500 méter                                                                  | Ko Kihjon · Dél-Korea (KOR)                                                | 2:31,581    | Choi Eun-Kyung · Dél-Korea (KOR)                                      | 2:31,610 | Evgenija Radanova · Bulgária (BUL)                                                                     | 2:31,723 |
| 3000 méteres váltó                                                          | Dél-Korea (KOR) · Cshö Ungjong · Cshö Mingjong · Csu Mindzsin · Pak Hjevon | 4:12,793 WR | Kína (CHN) · Jang Jang (A) · Jang Jang (S) · Sun Dandan · Wang Chunlu | 4:13,326 | Kanada (CAN) · Isabelle Charest · Alanna Kraus · Amélie Goulet-Nadon · Marie-Ève Drolet · Tania Vicent | 4:15,738 |

## Magyar szereplés
Férfi
| Versenyző       | Versenyszám | Helyezés |
| --------------- | ----------- | -------- |
| Knoch Balázs    | 500 m       | 18.      |
| Knoch Balázs    | 1000 m      | 20.      |
| Knoch Balázs    | 1500 m      | 24.      |
| Szabó Krisztián | 500 m       | 23.      |
| Szántó Kornél   | 1000 m      | 21.      |
| Szántó Kornél   | 1500 m      | 23.      |

Női
| Versenyző      | Versenyszám | Helyezés |
| -------------- | ----------- | -------- |
| Farkas Éva     | 1500 m      | 25.      |
| Lajtos Szandra | 500 m       | 28.      |
| Lajtos Szandra | 1000 m      | 19.      |
| Nagy Marianna  | 500 m       | 26.      |
| Nagy Marianna  | 1000 m      | 25.      |
| Nagy Marianna  | 1500 m      | 23.      |